# 買物ゲーム用意ド〜ン!
『買物ゲーム用意ド〜ン!』（かいものゲームよういド〜ン）は、1978年4月6日から同年9月28日までフジテレビ系列局で放送されていたフジテレビ製作のゲームバラエティ番組である。全26回。放送時間は毎週木曜 12:00 - 12:30 （日本標準時）、フジテレビ系全国ネットの日替わりバラエティ番組枠『12時開演!』木曜の番組として放送。

## 概要
視聴者参加型の買い物ゲーム番組で、毎回一般からの参加者ペア×3組が出場していた。ただし、ラスト2回分では芸能人同士の対抗戦が行われた。参加チームは「記憶力ゲーム」「さかさことばゲーム」「体力ゲーム」の3つのゲームで商品を稼いでいき、獲得合計額の一番高かったチームが商品を全品獲得できた。

## 出演者

### メイン司会
- 近石真介

### サブ司会
この両者は、当時「ジョージ・シロー」という漫才コンビを組んでいた。
- 浮世亭ジョージ
- 大平シロー（後の太平シロー）

### アシスタント
- 初代：フルーツ
- 2代目：ニッキーズ

## ルール
出場者は、毎回さまざまなテーマの下に集められた一般からの参加者ペア×3組。
ゲームは「記憶力ゲーム」「さかさことばゲーム」「体力ゲーム」の3つからなり、各ゲームが終了後にはジョージ・シローが獲得商品を再確認してから、その時点までの獲得合計額を発表することとなっていた。ただし、金額表示機は「10万の位」「1万の位」「千の位」しか出せず、百の位以下は切り捨てられていた。
記憶力ゲーム
まずスタジオ内に10品が登場。近石が各商品の名前と金額を読み上げ、出場者はその商品と金額を記憶。読み上げが終わったら全ての値札を伏せ、シローがどれか1品を指定。その商品の値段が分かった者は早押しで答えた。正解すればその商品を獲得できたが、不正解の時は後ろを向き、コーナーが終わるまで解答権を失うことになった。7品ほど行ったところでゲームは終了。
さかさことばゲーム
シローがこれから出てくる商品の名前を逆に言い、その商品が分かった者は早押しで一字一句間違えずに答えるというルールで行われた（例：「ぎうゅきち」なら「地球儀」）。正解すればその商品を獲得できたが、一字でも間違えたら後ろを向き、解答権を失うことになった。5 - 6品ほど行ったところでゲームは終了。
体力ゲーム
スタジオ内にチーム別に色分けされた坂状のセットが設置され、出場ペアは坂の上と下に分かれた。どちらが上かは特に決められていないが、男女ペアの時はたいてい女性が上、親子大会の時は親が上になっていた。下の出場者は、合図と同時に目の前の商品の山の中から好きな商品を手に持ち、坂をよじ登って上の出場者に手渡した（投げるのは無効）。制限時間90秒が来たらゲームは終了。
最終合計額が発表されたら、近石が「体力ゲーム」の商品の山の中にあった「ラッキー商品」を発表。その「ラッキー商品」を運良く手にしたチームは、（商品はそのままで）獲得合計額が2倍になった。最終的に獲得合計額が1番高かったチームが優勝。優勝チームは獲得商品を全品獲得でき、その他のチームは獲得商品の中から1品だけ獲得できた。

## 放送リスト
| 回 | 放送日 （1978年） | サブタイトル（内容）         |
| -- | ----------------- | ---------------------------- |
| 1  | 4月6日            | （不明）                     |
| 2  | 4月13日           | 新婚アツアツ大会             |
| 3  | 4月20日           | ゲスト大会                   |
| 4  | 4月27日           | きょうだい大会               |
| 5  | 5月4日            | フレッシュさん大会           |
| 6  | 5月11日           | 夫婦大会                     |
| 7  | 5月18日           | ドーンと2人で150キロ大会     |
| 8  | 5月25日           | ハッスルかあちゃん用意ド～ン |
| 9  | 6月1日            | ノミの夫婦大会               |
| 10 | 6月8日            | 逆転なるか？姉妹大会         |
| 11 | 6月15日           | アッと驚く幼妻大会           |
| 12 | 6月22日           | 大接戦!! 夫婦大会            |
| 13 | 6月29日           | 親子大会                     |
| 14 | 7月6日            | 井戸端会議親友大会           |
| 15 | 7月13日           | 婚約指輪か恋人大会           |
| 16 | 7月20日           | 体力勝負！若夫婦大会         |
| 17 | 7月27日           | 夏休み親子大会               |
| 18 | 8月3日            | 夏休み親子大会               |
| 19 | 8月10日           | 芸能人大会                   |
| 20 | 8月17日           | （不明）                     |
| 21 | 8月24日           | 夏休み親子大会               |
| 22 | 8月31日           | 夏休み親子大会               |
| 23 | 9月7日            | 激突！八百屋さん大会         |
| 24 | 9月14日           | 夫婦大会                     |
| 25 | 9月21日           | 男ばかりのゲスト大会         |
| 26 | 9月28日           | 女性上位ゲスト大会           |

参考：『読売新聞縮刷版』読売新聞社、1978年4月6日 - 同年9月28日付のラジオ・テレビ欄。

## 備考
- コーナー開始時には毎回アシスタントがショートコントが行っていたが、この演出は8月をもって廃止された。
- 「さかさことばゲーム」は、当初はシローが口にした逆さ言葉から元の言葉を推察し、その言葉どおりに動作しながら目の前の商品を手に入れるルールだった（例：シローが「くるあでんまつをなは」と言ったら、鼻をつまんで歩きながら商品を手に入れる）。
- 『12時開演!』枠のエンドカードは、他の曜日では「（番組名）また来週！」と表示されていたが、この番組が放送される木曜のみ「『12時開演！』また来週」とタイトル無しの状態で表示されていた。

| フジテレビ系列 木曜12:00枠                                   | フジテレビ系列 木曜12:00枠                                       | フジテレビ系列 木曜12:00枠                                   |
| 前番組                                                       | 番組名                                                           | 次番組                                                       |
| ------------------------------------------------------------ | ---------------------------------------------------------------- | ------------------------------------------------------------ |
| クイズタッグマッチ（木曜） （1977年10月6日 - 1978年3月30日） | 12時開演! 買物ゲーム用意ド〜ン! （1978年4月6日 - 1978年9月28日） | お茶の間スペシャル（木曜） （1978年10月5日 - 1980年3月27日） |